# Henry Parkes
Henry Parkes, född 27 maj 1815, död 27 april 1896, var en australisk politiker.
Parkes föddes i England, emigrerade 1839 till Australien och gjorde sig efter hand bemärkt som arbetarledare och journalist. Från 1854 gick hans karriär via New South Wales representationsförsamling. Han var New South Wales premiärminister 1872-75, 1877, 1878-83, 1887-89 och 1889-91. Hans största insats skedde vid de australiska koloniernas enande till Australiska statsförbundet, varpå han arbetade från 1889. Han ledde överläggningarna om sammanslagningen i Melbourne 1890 och i Sydney 1891 och tog en viktig del i författningsarbetet.